# 熊貓墨頭魚
熊貓墨頭魚又名橫帶墨頭魚，水族市面上以熊貓青苔鼠、老虎小精靈稱之，是一种鲤科魚類。原產於緬甸西部的淡水棲息地，為緬甸特有種，在緬甸已成功人工繁殖圈養，體長約6.2～9公分。